# Ермолин, Вячеслав Иванович
Вячеслав Иванович Ермолин (12 июня 1955, Ивантеевка, Московская область — 25 декабря 2016, Чёрное море) — советский и российский военный балетмейстер, балетмейстер-репетитор академического имени А. В. Александрова ансамбля песни и пляски Российской Армии. Народный артист России (2008).

## Биография
Родился 12 июня 1955 года в городе Ивантеевка Московской области.
С шести лет занимался танцами, выступал в хоре.
В 1974 году — окончил Московское государственное хореографическое училище при Большом театре СССР и был направлен по распределению в Кишинёвский театр оперы и балета, в конце того же года вернулся в Москву и был зачислен в ансамбль танца «Сувенир» под руководством Т. С. Головановой.
В феврале 1978 года перешёл в танцевальную группу Ансамбля песни и пляски Советской Армии имени А. В. Александрова, в котором в дальнейшем и работал: с 1978 по 2000 годы — солист балета, с 2000 года — балетмейстер-репетитор.
Погиб 25 декабря 2016 года на в авиационной катастрофе в Сочи самолёта Минобороны России, направлявшегося в Хмеймим (Сирия) вместе с коллегами по ансамблю.
Похоронен на Федеральном военном мемориале «Пантеон защитников Отечества» в городском округе Мытищи Московской области.
В 2018 году в посёлке Власиха Московской области на доме, где жил В. И. Ермолин, была установлена мемориальная доска.

## Награды
- Народный артист Российской Федерации (2008)
- Заслуженный артист Российской Федерации (1998)[1]
- Орден Дружбы (02.10.2003)[2]
- медали